# Gianluca Maggiore
Gianluca Maggiore (Napoli, 21 febbraio 1985) è un ex ciclista su strada italiano.

## Carriera
Nato nel 1985 a Napoli, nelle categorie giovanili ottiene diverse vittorie, prima da Junior nel biennio 2002-2003, poi da Under-23 dal 2004 al 2007 con diverse formazioni tra cui l'Etruria Team Ciaponi Edilizia; è infine attivo da Elite dal 2008 al 2010 con la Pagnoncelli/Casati, cogliendo altri otto successi.
Nel 2011, a 26 anni, passa professionista con la De Rosa-Ceramica Flaminia. Rimasto con la stessa squadra, nel frattempo diventata Utensilnord, nel 2012 partecipa alla Milano-Sanremo, arrivando 148º, e al Giro di Lombardia, ritirandosi. Chiude la carriera al termine della stagione 2012, a 27 anni.
Da fine 2019 è collaboratore tecnico della Big Hunter Beltrami Tsa Seanese, squadra juniores di Seano, in Toscana

## Palmarès
- 2003 (juniores)

Coppa Piero Mugnaioni
Coppa Martiri Lunatesi
Coppa Ricami e Confezioni Pistoiesi
- 2006 (under-23)

Medaglia d'Oro Pietro Palmieri
- 2007 (under-23)

Gran Premio Vivaisti Cenaiesi
- 2008 (élite)

Trofeo Stefano Fumagalli a.m.
Gran Premio Sannazzaro
G.P. Ucat
- 2009 (élite)

Coppa Caduti Nervianesi
Circuito Pievese
Trofeo Sportivi Magnaghesi
- 2010 (élite)

Coppa San Biagio
Circuito Silvanese

## Piazzamenti

### Classiche monumento
- Milano-Sanremo

2012: 148º
- Giro di Lombardia

2012: ritirato